# Parole per strada
Parole per strada è un premio letterario istituito a Rovereto nel 2010: un concorso a tema per racconti brevissimi (al massimo 1500 battute) al quale partecipano su invito dell'associazione culturale roveretana Il Furore dei Libri autori professionisti ed emergenti, oltre agli iscritti dell'associazione stessa.

## Storia
Fin dalla sua prima edizione nel 2010 il premio si è caratterizzato per un tono internazionale ospitando racconti di scrittori provenienti sia da tutt'Italia che migranti, con testi in arabo, serbo, polacco, spagnolo, inglese, rumeno, somalo… e in lingue minoritarie, con traduzione italiana a fianco.
Caratteristica unica della manifestazione è stata finora l'esposizione pubblica di gigantografie con i racconti (per scelta non esiste vincitore assoluto) selezionati da una giuria: un'autentica mostra di scrittura all'aperto itinerante per le città italiane e che in più edizioni è stata ospitata anche all'estero (nella IV e nella V edizione i racconti sono stati messi in mostra anche a Chișinău).